# Siarhej Tsikhanowski
Siarhej Tsikhanowski (hviderussisk: Сяргей Леанідавіч Ціханоўскі tr. Siarhej Leanidavitj Tsikhanowski; russisk: Серге́й Леони́дович Тихано́вский tr. Sergej Leonidovitj Tikhanovskij), (også kendt som Siarhei Tikhanouski eller Sergej Tikhanovsky)  (født 18. august 1978 i Horki), er en hviderussisk YouTuber, videoblogger, systemkritiker og borgerrettighedsaktivist. Han er bedst kendt for sin kritik af diktaturet i Hviderusland, ledet af præsident Alexander Lukashenko. I maj 2020 meddelte han, at han havde til hensigt at deltage i præsidentvalget i 2020, men blev arresteret to dage senere. Hans kone Sviatlana Tichanouskaja var derefter Lukashenkos største rival ved valget.